# Vita da paparazzo
Vita da paparazzo è una miniserie televisiva, diretta da Pier Francesco Pingitore e andata in onda il 26 e 27 maggio 2008 rispettivamente su Canale 5 e Rete 4.
La miniserie parla di due fotografi, Tom (Lorenzo Crespi) e Gino (Pino Insegno) che ripercorrono la dolce vita fino a oggi.
In una scena della serie viene ricostruito il celebre strip-tease del 1958 di Aïché Nana, che denunciò Pingitore per diffamazione; il regista è stato assolto a dicembre 2013.

## Dati d'ascolto
La prima puntata della serie era stata annunciata dai giornali per domenica 25 maggio 2008 ma venne spostata al giorno dopo da Canale 5. I dati d'auditel della serie furono molto deludenti (appena 3.339.000 spettatori con uno share del 13,93%) e così la seconda puntata andò in onda su Rete 4 registrando appena 2.019.000 spettatori (8,03% di share).